# Poço Redondo
Poço Redondo é um município brasileiro do estado de Sergipe, localizado no Sertão do estado.

## Demografia
Segundo o Instituto Brasileiro de Geografia e Estatística (IBGE), o Índice de Desenvolvimento Humano (IDH) de Poço Redondo em 2010 era 0,529, ocupando a última posição entre os 75 municípios de Sergipe.

## Geografia

### Complexo da Serra Negra
A Serra Negra é uma cadeia montanhosa e/ou pequena cordilheira que se estende por dois estados do Brasil: Sergipe e Bahia. A serra tem uma formação geológica datada da era Neoproterozoica, com cerca de 952 milhões de anos, que compreende uma área equivalente à 5.229 hectares e uma das suas montanhas principais tem um pico que atinge 762 metros de altura, sendo o ponto mais culminante do território de Sergipe e uma das maiores elevações localizadas dentro da caatinga, no nordeste brasileiro. Em virtude de estar em área de litígio territorial, a delimitação interestadual foi atualizada depois de 2019. Em resposta a essa questão, foi publicado em 2024 um estudo de caracterização específica do complexo montanhoso, buscando atualizar as informações sobre as partes da montanha, seus nomes e seus pertencimentos: oficialmente, cerca de 37% da área montanhosa pertence ao estado de Sergipe e 63% pertence ao estado da Bahia. Outra conclusão é que a cadeia montanhosa Serra Negra é o conjunto de montanhas que possuem nomes próprios. São elas a Serra da Guia, a Serra Grande, a Serra da Voturuna e a Serra do Rela.
A Serra da Guia é área montanhosa da Serra Negra que corresponde ao estado sergipano e possui o ponto mais culminante do estado. Esta área sergipana é apresentada frequentemente em obras de cunho acadêmico como Guia e possui uma outra porção menor que é conhecida popularmente como Serra da Conceição. Encostado ao desdobramento sergipano há uma Comunidade Quilombola denominada Quilombo da Guia.

## Quilombo da Guia
Quilombo da Guia é uma comunidade quilombola localizada na zona rural do município de Poço Redondo, estado brasileiro do Sergipe. A Guia contava em 2013 com 1.200 pessoas, sobretudo crianças e adolescentes, que viviam de culturas de subsistência, como mandioca, inhame, batata-doce, bem como da criação de animais. Obteve a sua notoriedade enquanto território quilombola ainda em janeiro de 2006, ao adquirir a certificação de comunidade quilombola da Fundação Cultural Palmares que garante acesso em programas de políticas públicas.